# Pat Harrison
Pat Harrison, właśc. Byron Patton Harrison (ur. 29 sierpnia 1881 w Crystal Springs, zm. 22 czerwca 1941 w Waszyngtonie) – amerykański polityk.

## Życiorys
Urodził się 29 sierpnia 1881 w Crystal Springs. Uczęszczał do publicznych szkół, a następnie studiował na University of Mississippi i Louisiana State University. Wkrótce potem nauczał w szkole w Leakesville, jednocześnie studiując nauki prawne. Po uzyskaniu dyplomu został przyjęty do palestry i otworzył prywatną praktykę w Leakesville. W latach 1906–1910 pełnił funkcję prokuratora okręgowego dystryktu Missisipi. Został wówczas wybrany do Izby Reprezentantów z ramienia Partii Demokratycznej i sprawował mandat do 1919 roku. Nie ubiegał się o reelekcję, gdyż wygrał wówczas wybory do Senatu. Przez trzy miesiące w 1941 roku pełnił rolę przewodniczącego pro tempore. Mandat senatora pełnił do śmierci, która nastąpiła 22 czerwca 1941 roku w Waszyngtonie.